# ウラジーミル・ポポフキン
ウラジーミル・アレクサンドロヴィチ・ポポフキン（Владимир Александрович Поповкин；1957年9月25日 - 2014年6月18日）は、ロシア連邦の軍人で、ロシア宇宙軍司令官、国防第一次官、連邦宇宙局長官などを歴任。

## 経歴
タジク・ソビエト社会主義共和国ドゥシャンベ市出身。
1979年、A.F.モジャイスキー名称軍事技術大学を卒業し、バイコヌール宇宙基地ガガーリン発射台の分隊技官、分隊長、チーム長として勤務。
1989年、F.E.ジェルジンスキー名称軍事アカデミーを優秀で卒業した後、国防省宇宙手段局で勤務。1991年から、参謀本部において、先任オペレータ将校、グループ長、副班長。1999年から、ロシア連邦軍参謀本部作戦総局の班長。
2001年7月から宇宙軍参謀長。
2004年3月10日、宇宙軍司令官に任命。2008年まで在職。
2009年2月22日に上級大将に昇進。のち退役。
2010年6月、国防省第一次官に就任。
2011年4月、ロシア連邦宇宙局長官に就任した。
2013年10月10日、相次いで起きたロケットの打ち上げ失敗の責任を取らされる形で長官職を解任された。
2014年6月18日、57歳で病死した。